# Giske
Giske ist eine Kommune in der Provinz (Fylke) Møre og Romsdal in Norwegen, zu der auch die gleichnamige Insel gehört. Sie liegt nordnordwestlich der Stadt Ålesund.
Laut Snorre Sturlason soll Giske der Ort gewesen sein, an dem Harald Schönhaar sein Haar geschnitten hat, nachdem er Norwegen vereint hatte.

## Geographie und Verkehr
Die Kommune Giske besteht im Wesentlichen aus vier Inseln: der wegen ihrer historischen Bedeutung namensgebenden Insel Giske, Vigra, Valderøya und Godøya. Außerdem gehören viele kleinere Inseln zur Kommune.
Wichtige Ortschaften sind Alnes auf Godøya, Roald auf Vigra und Valkvjet auf Valderøy.
Alle vier Hauptinseln sind über Tunnel, Brücken und Dämme von Ålesund aus zu erreichen: Durch den Ellingsøytunnel gelangt man zunächst auf die Insel Ellingsøy und von dort durch den Valderøytunnel auf die Insel Valderøya. Deren Nordküste ist über einen Damm mit der Insel Vigra verbunden, auf der auch der Flughafen Ålesund liegt; an ihrer Westküste erstreckt sich die Giskebrücke zur Insel Giske, von der wiederum der Godøytunnel zur Insel Godøya führt.
Der nächste Bahnhof ist in Åndalsnes (gut 100 km entfernt), der Nebenlinie Raumabanen, die in Dombås von der Hauptbahn Oslo–Trondheim abgeht. Von dort fahren direkte Buslinien nach Ålesund. Ebenfalls dorthin geht auch eine direkte Buslinie von Bergen, direkt vom Bahnhof der Bahnlinie Oslo-Bergen.

## Sehenswürdigkeiten

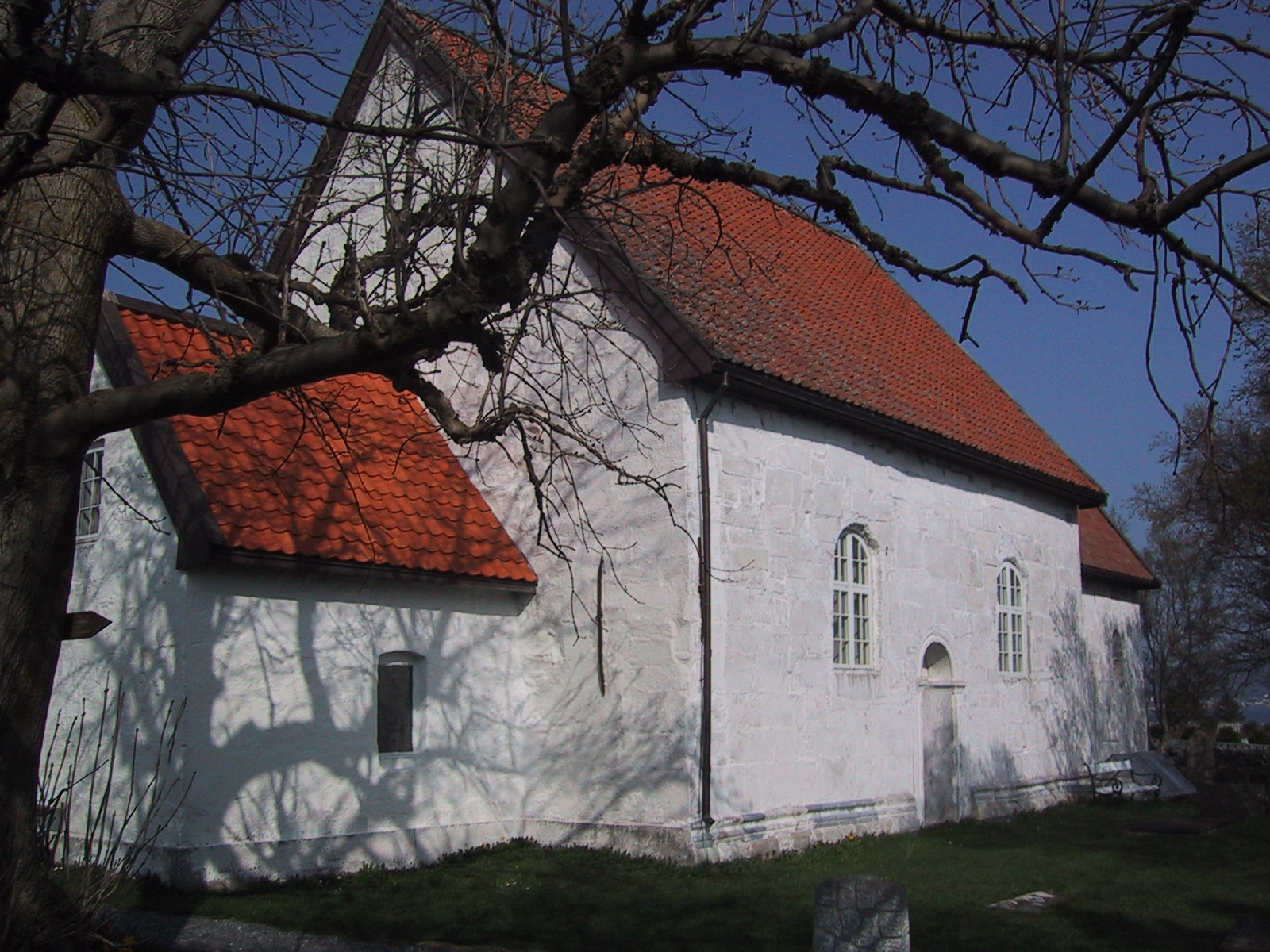
Giske Kirke

- Giske Kirke ist eine Marmorkirche aus dem 12. Jahrhundert. Sie wurde als Tusenårssted der Gemeinde Giske ausgewählt.
- Skjonghelleren ist eine Höhle auf Valderøy, in der unter anderem Spuren steinzeitlicher Besiedlung gefunden wurden.
- Im Fischerdorf Alnes auf Godøya gibt es einen denkmalgeschützten Leuchtturm.
- Der Mjeltehaugen, ein bronzezeitlicher Grabhügel an der Südostküste Giskes, ist der nördlichste seiner Art.

## Trivia
In den Ocean Sound Recording Studios auf Giske nahm die Band New Model Army ihr Album From Here (2019) auf.